# Vollmühle (Gatzweiler)
Die Vollmühle ist eine Wassermühle mit einem unterschlächtigen Wasserrad nahe der Rheindahlener Honschaft Gatzweiler im Mönchengladbacher Stadtbezirk West.

## Geographie
Die Vollmühle hat ihren Standort im Stadtteil Gatzweiler in der Stadt Mönchengladbach an der Kreisstraße 10. Das Mühlengebäude steht auf der rechten Seite des Mühlenbachs. Der Mühle vorgelagert ist ein kleiner Mühlenweiher, dessen Wasserspiegel bei 67 m ü. NN liegt. Die Vollmühle ist die erste Mühle am Mühlenbach, unterhalb liegen die Holtmühle (Mühle), Buschmühle, Schrofmühle und Molzmühle.
Wegen der Nähe zur Bezirksgrenze wird die Mühle manchmal fälschlich der Stadt Wegberg zugeordnet.

## Gewässer
Die Vollmühle liegt am Mühlenbach, der in Herrath beginnt und an der Molzmühle in die Schwalm fließt. Der Mühlenbach hat eine Länge von 13.475 m. Der Bachbeginn liegt bei 77 m ü. NN, die Mündung bei 61 m ü. NN. Der Mühlenbach bildet zwischen Kipshoven und der Holtmühle die Stadtgrenze zwischen dem Kreis Heinsberg und der Stadt Mönchengladbach. Da die Mühle auf der rechten Seite des Mühlenbaches liegt gehört sie zur Stadt Mönchengladbach. Ursprünglich wurden am Mühlenbach fünf Mühlen mit Wasserkraft betrieben.

## Geschichte
Die Vollmühle am Mühlenbach, einem Zufluss der Schwalm, die auch alte (Rhein-)Dahlener Walkmühle genannt wurde, ist schon 1468 urkundlich erwähnt und ein frühes Zeugnis der textilen Tradition in diesem Land. Eine Walkmühle wurde als Maschine eingesetzt zur Verarbeitung, Verdichtung und Veredlung von Wolle, Gewebe, Filz oder Tuch. Einer Rechnung von 1554 ist zu entnehmen, dass es sich um eine Privatmühle handelte, für die eine „Wassererkenntnis“ als Abgabe zu entrichten war. Um 1800 wurde die Mühle zur Mahlmühle umgebaut. Wasser- und Antriebsmangel machte eine Umstellung ab 1930 auf Dieselmotor, später auf Elektromotor notwendig. Das Mühlengeschäft wurde vom Eigentümer auf Landhandel (Landwirtschaft) umgestellt. Eine moderne Mühle kommt auch heute noch zum Einsatz.

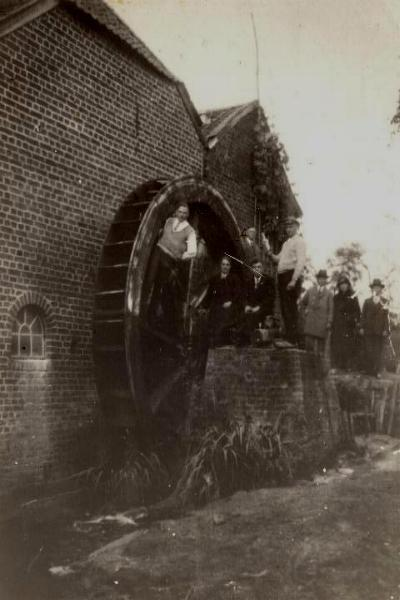
Mühlrad der Vollmühle um 1925
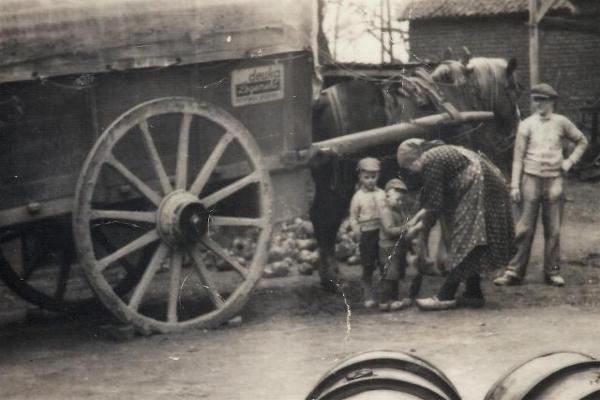
Mühlenkarre und Müllerfamilie um 1925
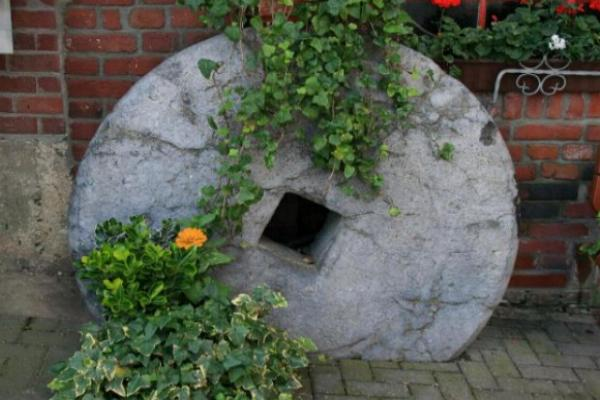
Mühlstein zur Hofdekoration
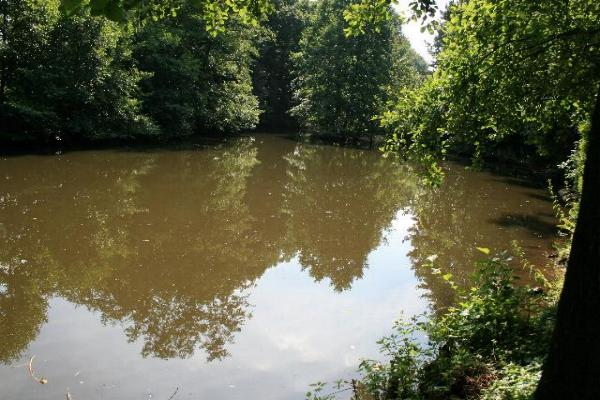
Mühlenweiher der Vollmühle